# Goffernik
Goffernik (Thomomys) – rodzaj ssaków z podrodziny Geomyinae w obrębie rodziny gofferowatych (Geomyidae).

## Rozmieszczenie geograficzne
Rodzaj obejmuje gatunki występujące w Kanadzie i Stanach Zjednoczonych.

## Morfologia
Długość ciała (bez ogona) 110–190 mm, długość ogona 40–90 mm, długość tylnej stopy 21–33 mm, długość ucha 5–9 mm; masa ciała 45–209 g.

## Systematyka
Rodzaj zdefiniował w 1839 ryoku niemiecki przyrodnik Maximilian zu Wied-Neuwied w artykule zatytułowanym Nowy rodzaj norników, opublikowanym w czasopiśmie „Nova Acta Physico-medica Academiae Caesareae Leopoldino-Carolinae Naturae Curiosum”. Gatunkiem typowym jest (oznaczenie monotypowe) goffernik kreci (T. talpoides).

### Etymologia
- Thomomys (Tomomys): gr. θωμος thōmos ‘sterta, stos’; μυς mus, μυός muos ‘mysz’[9].
- Plesiothomomys: gr. πλησιος plēsios ‘sąsiedni, niedaleko’, od πελας pelas ‘blisko’, od πελαζω pelazō ‘zbliżyć się’; rodzaj Thomomys Wied-Neuwied, 1839[3]. Gatunek typowy (oznaczenie monotypowe): †Plesiothomomys potomacensis Gidley & Gazin, 1933.

### Podział systematyczny
Do rodzaju należą następujące występujące współcześnie gatunki:
| Grafika | Gatunek             | Autor i rok opisu     | Nazwa zwyczajowa   | Podgatunki                    | Rozmieszczenie geograficzne | Podstawowe wymiary                   | Status IUCN |
| ------- | ------------------- | --------------------- | ------------------ | ----------------------------- | --- | ------------------------------------ | ----------- |
|         | Thomomys monticolus | J.A. Allen, 1893      | goffernik górski   | gatunek monotypowy            | endemit Stanów Zjednoczonych: południowe Góry Kaskadowe i środkowa Sierra Nevada; rozdzielnie w południowej części góry Yolla Bolly (Kalifornia i zachodnia Nevada) | DC: 12–16 cm DO: 5–9 cm MC: 70–110 g | LC          |
|         | Thomomys mazama     | C.H. Merriam, 1897    | goffernik preriowy | 15 gatunków (w tym 1 wymarły) | endemit Stanów Zjednoczonych: liczne rozłączne populacje w północnym Waszyngtonie, zachodnim Oregonie i północno-zachodniej Kalifornii                              | DC: 14–17 cm DO: 5–8 cm MC: 80–130 g | LC          |
|         | Thomomys idahoensis | C.H. Merriam, 1901    | goffernik stokowy  | 3 podgatunki                  | endemit Stanów Zjednoczonych: Idaho, zachodnia Montana, południowo-zachodni Wyoming i skrajnie północne Utah                                                        | DC: 12–15 cm DO: 4–7 cm MC: 45–90 g  | LC          |
|         | Thomomys clusius    | Coues, 1875           | goffernik samotny  | gatunek monotypowy            | endemit Stanów Zjednoczonych: południowy Wyoming (2 miejsca w południowo-wschodnich hrabstwie Sweetwater i południowo-zachodnim hrabstwie Carbon)                   | DC: 10–13 cm DO: 5–7 cm MC: 40–70 g  | LC          |
|         | Thomomys talpoides  | (J. Richardson, 1828) | goffernik kreci    | 54 podgatunki                 | Kanada (od środkowej Alberty) na południe do zachodnich Stanów Zjednoczonych (na południe do Kalifornii, północnej Arizony i północnego Nowego Meksyku)             | DC: 11–19 cm DO: 5–8 cm MC: 65–209 g | LC          |

Opisano również gatunki wymarłe z terenów dzisiejszych Stanów Zjednoczonych:
- Thomomys carsonensis T.S. Kelly, 1994[13] (pliocen)
- Thomomys gidleyi R.W. Wilson, 1933[14] (pliocen)
- Thomomys microdon Sinclair, 1905[15] (plejstocen)
- Thomomys orientalis Simpson, 1928[16] (plejstocen)
- Thomomys potomacensis (Gidley & Gazin, 1933)[3] (plejstocen)